# 庫尼亞區
56°17′N 30°58′E / 56.283°N 30.967°E
庫尼亞區（俄语：Куньинский район），是俄羅斯的一個區，位於該國西北部，由普斯科夫州負責管轄，面積2,621.4平方公里，2010年該區人口10,277，人口密度每平方公里3.92人。